# Diopsiulus recedens
Diopsiulus recedens är en mångfotingart som beskrevs av Filippo Silvestri 1916. Diopsiulus recedens ingår i släktet Diopsiulus och familjen Stemmiulidae. Inga underarter finns listade i Catalogue of Life.